# Freedom (minialbum)
Freedom – druga EP-ka kanadyjskiego piosenkarza Justina Biebera, wydana niespodziewanie 4 kwietnia 2021 nakładem Def Jam Recordings. Jest to pierwsza EP-ka wydana od czasu EP-ki My World. EP-ka jest inspirowana gospelem.

## Lista utworów
1. "Freedom" (z Beam)
2. "All She Wrote" (ft. Brandon Love i Chandler Moore)
3. "We're in This Together"
4. "Where You Go I Follow" (ft. Pink Sweats, Chandler Moore i Judah Smith)
5. "Where Do I Fit In" (ft. Tori Kelly, Chandler Moore i Judah Smith)
6. "Afraid to Say" (ft. Lauren Walters)